# Encarsia formosa
Encarsia formosa, ook wel sluipwesp genoemd, is een vliesvleugelig insect uit de familie van de Aphelinidae. De wetenschappelijke naam is voor het eerst geldig gepubliceerd in 1924 door Charles Joseph Gahan.